# Disaster Report
Disaster Report (conhecido como SOS: The Final Escape na Europa) é um jogo de PlayStation 2 criado pela japonesa Irem.